# Pandemia de COVID-19 na Ilha de Man
Este artigo documenta os impactos da pandemia de coronavírus 2019-2020 na Ilha de Man. A ilha é uma dependência do Reino Unido e pode não incluir todas as principais respostas e medidas contemporâneas.

## Linha do tempo
Em 19 de março, foi confirmado o primeiro caso de coronavírus na Ilha de Man. O paciente retornou de uma viagem à Espanha no domingo de manhã através de um voo que teve escala em Liverpool. As medidas introduzidas na Ilha de Man para proteger contra o vírus incluem um auto-isolamento obrigatório de 14 dias para quem viaja para a ilha e mais testes para o vírus.
Em 23 de março, o governo anunciou que as fronteiras da ilha seriam fechadas para não residentes. O governo da Ilha de Man confirmou via Twitter que todas as escolas da ilha seriam fechadas até o final de 23 de março de 2020.

### Abril
Em 1º de abril, o ministro-chefe Howard Quayle anunciou a primeira morte relacionada ao COVID-19 na Ilha de Man. Em 6 de abril, 12 casos foram relatados e 6 pessoas estavam recebendo tratamento no Hospital Noble.
Em 15 de abril, o Departamento de Saúde e Assistência Social anunciou que havia assumido a administração de uma das principais casas de repouso da ilha,a Abbotswood Care Home, 'para a segurança de seus residentes'.
Em 18 de abril, o ministro da Saúde, David Ashford, confirmou que houve duas mortes nesse dia em lares - as primeiras registradas na ilha fora do hospital - e que houve 37 casos confirmados no Abbotswood Care Home. 11 pessoas estavam sendo tratadas no hospital e um total de 2.319 de testes foram recebidos com 296 positivos, dos quais 12 tinham menos de 20 anos e 74 tinham mais de 65 anos.
No dia 20 de abril, a recém-criada unidade de teste Covid-19 da Ilha de Man entrou em operação, com uma previsão de retorno de 24 horas em testes e capacidade para um mínimo de 200 testes por dia. Os testes anteriores foram enviados para um laboratório do Reino Unido com uma resposta que normalmente demora três dias para chegar. Os testes pretendem guiar quais políticas públicas o governo irá tomar em relação a pandemia.
Em 21 de abril, o ministro-chefe anunciou em Tynwald que era esperado que o pico de infecções por Covid fosse entre os dias 7 a 10 de maio. Mais tarde, no mesmo dia, na coletiva de imprensa diária, ele anunciou um relaxamento no bloqueio do Stay At Home para permitir que os trabalhadores da construção retornassem ao trabalho a partir de sexta-feira do dia 24 de abril.